# Маковійчук Іван Михайлович
Іван Михайлович Маковійчук (нар. 17 жовтня 1930, Новоселиця — пом. 17 жовтня 1991, Київ) — український історик і журналіст, дослідник історії України другої половини 20 століття, доктор історичних наук (з 1985 року).

## Біографія
Народився 17 жовтня 1930 року у селі Новоселиці (нині Літинського району Вінницької області) в селянській родині. У 1951 році закінчив Вінницьке педагогічне училище, працював учителем, журналістом у районній та обласній газетах Вінницької області. 1962 року закінчив заочну вищу партійну школу при ЦК КПРС у Москві. Працював у республіканській молодіжній пресі, заступником редактора газети «Вінницька правда», в апараті ЦК КПУ. 1971 року захистив кандидатську дисертацію. З 1975 року — старший науковий співробітник, завідувач відділу сучасної історії Інституту історії АН УРСР. 1985 року захистив докторську дисертацію.
Помер у Києві 17 жовтня 1991 року.

## Наукова діяльність
Автор понад 150 наукових праць, з них 11 монографій та брошур, присвячених дослідженню ролі засобів масової інформації в суспільному розвитку, історії індустріалізації та колективізації, історичних і культурних зв'язків України з іншими республіками СРСР. Серед них:
- Поезія героїзму: Про відродження ратних і трудових подвигів радянського народу в сучасній українській поезії. Київ, 1967;
- Преса Радянської України в умовах розвинутого соціалізму. Київ, 1978;
- Братерство і єднання культур. Київ, 1981;
- История рабочих Донбасса. Київ, 1981 (співавтор і член редколегії);
- Советская печать — могучее средство организации и воспитания масс (на материалах Украинской ССР: 1960–1980 гг.). Київ, 1982;
- История Киева, том 2, книги 1—2. Київ, 1985 (співавтор і член редколегії);
- История Украинской ССР, томи 9—10. Київ, 1988 (співавтор і член редколегії));
- Перебудова і гласність: Роль засобів масової інформації і пропаганди в перебудові життя радянського суспільства. Київ, 1988;
- Голод на Україні у 1946–1947. «УІЖ», 1990, № 8.